# Idiom (Spracheigentümlichkeit)
Ein Idiom (von altgriechisch ἰδίωμα idíōma „Besonderheit, Eigenart“) ist die eigentümliche Sprache oder Sprechweise einer regional (Regiolekt) oder sozial (Soziolekt) abgegrenzten Gruppe oder die Spracheigentümlichkeit eines einzelnen Sprechers (Idiolekt). Nach Eberhards (1910) bezeichnet Idiom „überhaupt jede Spracheigenheit und Spracheigentümlichkeit, dann die Summe dieser Spracheigentümlichkeiten innerhalb einer Sprache, daher dann auch die Volkssprache, die Mundart in ihrer Eigenheit“. Es ist „[…] lediglich ein technischer Ausdruck der Sprachwissenschaft und legt den Nachdruck auf die besonderen Spracheigenheiten der Volkssprache sowie im allgemeineren Sinne jede eigentümliche selbstständige Sprache“.